# Тавенна
Тавенна (італ. Tavenna) — муніципалітет в Італії, у регіоні Молізе,  провінція Кампобассо.
Тавенна розташована на відстані близько 190 км на схід від Рима, 40 км на північ від Кампобассо.
Населення — 734 особи (2014).

## Демографія
Населення за роками:

Станом на 1 січня 2023 року в муніципалітеті офіційно проживало 25 іноземців з 9 країн, серед них 8 громадян країн Євросоюзу.

## Сусідні муніципалітети
- Аккуавіва-Коллекроче
- Мафальда
- Монтенеро-ді-Бізачча
- Палата
- Сан-Феліче-дель-Молізе